# Saison 2018 de l'équipe cycliste AGO-Aqua Service
La saison 2018 de l'équipe cycliste AGO-Aqua Service est la septième de cette équipe.

## Préparation de la saison 2018

### Arrivées et départs
| Arrivées         | Équipe 2017                         |
| ---------------- | ----------------------------------- |
| Félix Dopchie    | Sprint 2000 Charleroi               |
| Jérémy Frehen    | Verandas Willems-Crabbé-CC Chevigny |
| Tom Paquot       | Verandas Willems-Crabbé-CC Chevigny |
| Tom Van Vuchelen | Verandas Willems-Crabbé-CC Chevigny |
| Tom Wirtgen      | Leopard                             |

| Départs        | Équipe 2018                         |
| -------------- | ----------------------------------- |
| Hugo De Winter | Verandas Willems-Crabbé-CC Chevigny |
| Antoine Loy    | EFC-L&R-Vulsteke                    |
| Julien Mortier | WB-Aqua Protect-Veranclassic        |
| Martin Palm    | Verandas Willems-Crabbé-CC Chevigny |
| Thomas Petit   | T.Palm-Pôle Continental Wallon      |
| Franklin Six   | WB-Aqua Protect-Veranclassic        |

## Coureurs et encadrement technique

### Effectif
| Cycliste         | Date de naissance | Nationalité | Équipe 2017                         |  |
| ---------------- | ----------------- | ----------- | ----------------------------------- |  |
| Charlie Arimont  | 3 juin 1996       | Belgique    | AGO-Aqua Service                    |  |
| Arthur Baude     | 7 janvier 1998    | Belgique    | AGO-Aqua Service                    |  |
| Hugo De Winter   | 30 décembre 1996  | Belgique    | AGO-Aqua Service                    |  |
| Anthony Debuy    | 11 avril 1996     | Belgique    | AGO-Aqua Service                    |  |
| Félix Dopchie    | 30 décembre 1999  | Belgique    | Sprint 2000 Charleroi               |  |
| Jérémy Frehen    | 13 juillet 1999   | Belgique    | Verandas Willems-Crabbé-CC Chevigny |  |
| Pierre Goebeert  | 28 janvier 1997   | Belgique    | AGO-Aqua Service                    |  |
| Kenny Molly      | 24 décembre 1996  | Belgique    | AGO-Aqua Service                    |  |
| Sylvain Moniquet | 14 janvier 1998   | Belgique    | AGO-Aqua Service                    |  |
| Tom Paquot       | 22 septembre 1999 | Belgique    | Verandas Willems-Crabbé-CC Chevigny |  |
| Yann Pestiaux    | 5 août 1998       | Belgique    | AGO-Aqua Service                    |  |
| Lionel Taminiaux | 21 mai 1996       | Belgique    | AGO-Aqua Service                    |  |
| Marvin Tasset    | 16 octobre 1997   | Belgique    | AGO-Aqua Service                    |  |
| Tom Van Vuchelen | 24 septembre 1999 | Belgique    | Verandas Willems-Crabbé-CC Chevigny |  |
| Tom Wirtgen      | 4 mars 1996       | Luxembourg  | Leopard                             |  |

## Bilan de la saison

### Victoires
| Date       | Course                 | Pays     | Classe | Vainqueur        |
| ---------- | ---------------------- | -------- | ------ | ---------------- |
| 22/04/2018 | Tour du Jura           | France   | 1.2    | Tom Wirtgen      |
| 13/05/2018 | Grand Prix Criquielion | Belgique | 1.2    | Lionel Taminiaux |